# U 55 (U-Boot, 1939)
U 55 war ein deutsches U-Boot vom Typ VII B, das im Zweiten Weltkrieg von der deutschen Kriegsmarine eingesetzt wurde.

## Geschichte
Der Auftrag für das Boot wurde am 16. Juli 1937 an die Germaniawerft in Kiel vergeben. Die Kiellegung erfolgte am 2. November 1938, der Stapellauf am 19. Oktober 1939, die Indienststellung unter Kapitänleutnant Werner Heidel fand schließlich am 21. November 1939 statt.
Das Boot gehörte nach seiner Indienststellung am 21. November 1939 bis zum 31. Dezember 1939 als Ausbildungsboot zur U-Flottille „Wegener“ in Kiel. Nach der Neugliederung der Flottillen gehörte U 55 vom 1. Januar 1940 bis zu seiner Versenkung am 30. Januar 1940 als Frontboot zur 7. U-Flottille in Kiel.

## Einsatzstatistik
Kommandant Heidel lief mit U 55 während seiner Dienstzeit zu einer Unternehmung aus, auf der er vier Schiffe mit einer Gesamttonnage von 12.937 BRT versenkte.
Das Boot lief am 16. Januar 1940 von Kiel aus, es wurde am 30. Januar 1940 im Nordatlantik versenkt. Auf dieser 14 Tage dauernden Unternehmung in den Nordatlantik, wurden vier Schiffe 12.937 BRT versenkt.
- 21. Januar 1940: Versenkung des dänischen Dampfers Tekla mit 1.469 BRT. Der Dampfer wurde durch einen Torpedo versenkt.[3]
- 21. Januar 1940: Versenkung des schwedischen Dampfers Andalusia  mit 1.357 BRT. Der Dampfer wurde durch einen Torpedo versenkt. Er hatte Stückgut geladen und befand sich auf dem Weg von Bordeaux nach Göteborg. Es war ein Totalverlust mit 21 Toten.
- 30. Januar 1940: Versenkung des griechischen Dampfers Keramiai (Lage) mit 5.085 BRT. Der Dampfer wurde durch einen Torpedo versenkt. Er fuhr in Ballast und war auf dem Weg von London nach Ciudad Trujillo. Es gab keine Menschenverluste und 28 Überlebende. Das Schiff gehörte zum Konvoi OA-80G mit 27 Schiffen.
- 30. Januar 1940: Versenkung des britischen Dampfers Vaclite (Lage) mit 5.026 BRT. Der Dampfer wurde durch einen Torpedo versenkt. Er fuhr in Ballast und war auf dem Weg von London nach New York. Das Schiff gehörte zum Konvoi OA-80G. Es gab keine Menschenverluste und 36 Überlebende.[4]

## Verbleib
Am 30. Januar 1940 wurde U 55 südwestlich der Scilly-Inseln nach Angriffen des britischen Zerstörers HMS Whitshed, der Sloop HMS Fowey sowie der französischen Zerstörer Valmy und Guépard und eines britischen Sunderland-Flugbootes auf der Position 48° 37′ N, 7° 48′ W im Marine-Planquadrat BF 1958 von der Besatzung selbst versenkt. Ein Besatzungsmitglied, der Kommandant Kapitänleutnant Werner Heidel, kam dabei ums Leben, 41 konnten gerettet werden.
U 55 verlor während seiner Dienstzeit vor der Versenkung keine Besatzungsmitglieder.